# Madonna di Lucca
La Madonna di Lucca è un dipinto olio su tavola (49,5x65,5 cm) di Jan van Eyck, databile al 1433-1436 circa e conservato presso lo Städelsches Kunstinstitut di Francoforte sul Meno.

## Storia
L'opera è chiamata convenzionalmente Madonna di Lucca poiché fece parte della collezione di Carlo Ludovico di Borbone, duca di Parma e Lucca all'inizio del XIX secolo. A Lucca era conservata nel Palazzo Ducale. Viene generalmente considerato uno degli ultimi lavori di van Eyck prima della prematura scomparsa.
Esistono varie opere simili, tra cui la più vicina è la Madonna col Bambino (Madonna di Ince Hall) conservata alla National Gallery of Victoria di Melbourne, ritenuta però replica d'originale perduto.

## Descrizione
L'opera, una Madonna col bambino, presenta un'iconografia inconsueta, fondendo una Madonna del Latte con la Maestà (cioè la Madonna in trono). Il trono è decorato da intagli leonini, resi con magistrali effetti di luce, (che entra filtrata da una vetrata a rulli), che richiamano ai trono di Salomone (Primo Libro dei Re 10:18-20 e Cronache 9:17-19). La stanza è piccola, soprattutto in rapporto al trono, e si tratta di un effetto voluto che accresce l'atmosfera di intimità familiare della rappresentazione.
Vari oggetti arricchiscono la composizione e hanno vari significati: dalla descrizione di un interno ricco (il tappeto turco, il parato del trono) alla specificazioni di simboli. In questo senso l'acqua e il vetro sono simbolo della purezza "senza macchia" di Maria, mentre le due arance sul davanzale sono un richiamo al frutto proibito del Peccato originale, spesso indicate al posto della mela nei paesi nordici.
Vero protagonista della composizione è l'ampio mantello rosso di Maria, che riempie tutta la parte inferiore del dipinto, disegnando delle pesanti increspature che nascondono il corpo della Vergine. Il virtuoso panneggio abbondante e frastagliato, senza schematismi, è una delle caratteristiche tipiche di molte opere di van Eyck, e la sua sovrabbondanza dà quasi la sensazione di avanzare verso lo spettatore, avvicinando così l'icona sacra.

## Stile
La Madonna col Bambino in un interno, della quale esistono altre versioni di van Eyck e di seguaci, dava l'opportunità di sperimentare acuti effetti di luce, che varia a seconda delle superfici che incontra: viene assorbita dai paramenti, è opaca sul legno, translucida sull'acqua e sul vetro, forte sugli incarnati dei protagonisti, che emergono con forza dalla penombra. Alcuni effetti sembrano anticipare la sofisticata pittura d'interni di Vermeer, come i frutti sul davanzale.
Il morbido tappeto ai piedi della Vergine dà a van Eyck la possibilità di dimostrare le sue capacità in termini di definizione spaziale tramite l'applicazione della prospettiva. Lo spazio dei fiamminghi non è però organizzato come negli italiani, poiché la linea dell'orizzonte è più alta e la definizione delle pareti è di solito incompleta, non mostra cioè tutti gli elementi: l'effetto che ne deriva è quello di uno spazio più avvolgente, che include lo spettatore nella raffigurazione.